# Шлемень (гміна)
Гміна Шлемень (пол. Gmina Ślemień) — сільська гміна у південній Польщі. Належить до Живецького повіту Сілезького воєводства.
Станом на 31 грудня 2011 у гміні проживало 3479 осіб.

## Територія
Згідно з даними за 2007 рік площа гміни становила 45.87 км², у тому числі:
- орні землі: 37.00%
- ліси: 58.00%

Таким чином, площа гміни становить 4.41% площі повіту.

## Населення
Станом на 31 грудня 2011:
| Опис     | Загалом | Загалом | Чоловіки | Чоловіки | Жінки | Жінки |
| -------- | ------- | ------- | -------- | -------- | ----- | ----- |
| одиниця  | осіб    | %       | осіб     | %        | осіб  | %     |
| все      | 3479    | 100     | 1705     | 49.01    | 1774  | 50.99 |
| міське   | 0       | 100     | 0        |          | 0     |       |
| сільське | 3479    | 100     | 1705     | 49.01    | 1774  | 50.99 |

## Сусідні гміни
Гміна Шлемень межує з такими гмінами: Андрихув, Ґільовіце, Ленкавиця, Свінна, Стришава.